# نشخوار فکری

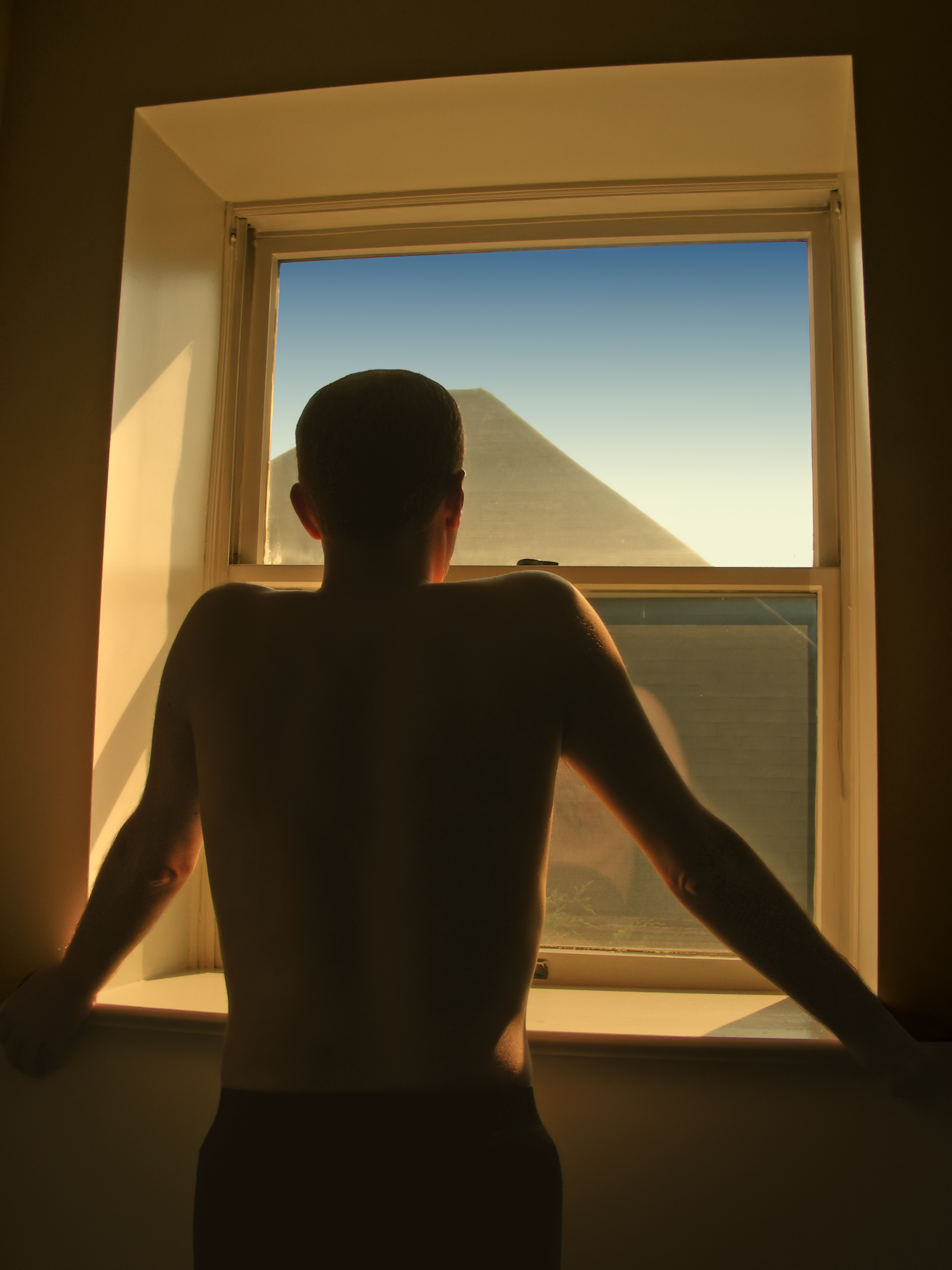
به نظر می‌رسد نشخوار فکری ارتباط نزدیکی با نگرانی دارد.

نشخوار فکری یا نشخوار ذهنی (به انگلیسی: Rumination) در روان‌شناسی به‌عنوان تمرکز اجبارگونهٔ توجه یک فرد بر علائم و علل یک پریشانی و توجه به دلایل آن و نتایجش، به‌جای تمرکز بر راه‌های حل آن، تعریف شده‌است. نشخوار فکری و نگرانی، مرتبط با اضطراب و سایر وضعیت‌های منفی هیجانی هستند. نشخوار فکری به‌طور گسترده‌ای به‌عنوان یک عامل آسیب‌پذیری شناختی و به‌عنوان زمینه‌ای برای افسردگی مورد پژوهش قرار گرفته‌است. بااین‌حال، معنی نشخوار فکری در نظر تئوری‌های مختلف به معانی متفاوتی تعریف شده و معیارهای در نظر گرفته شده برای آن یکسان‌سازی‌شده نیست.
نشخوار فکری به فرآیند تفکر تکراری و غیرمولد اشاره دارد. مغز در این حالت نمی‌تواند این افکار را به اقدامات یا نتایج مثبت تبدیل کند. نشخوار ذهنی به افکار مقاوم و عودکننده گفته می‌شود که بر محور یک موضوع معمول دور می‌زنند. این افکار به شیوهٔ غیرارادی وارد آگاهی می‌شوند و توجه را از موضوعات مورد نظر و اهداف کنونی، منحرف می‌سازند.

## انواع نشخوار فکری
نشخوار فکری در دو شکل اصلی مشاهده می‌شود:
1. نشخوار فکری تأملی: در این حالت، فرد با هدف یافتن راه‌حل یا درک بهتر مشکلات به مرور و بازاندیشی درباره اتفاقات گذشته می‌پردازد. این نوع نشخوار فکری اگرچه ممکن است در ابتدا مفید به نظر برسد، اما در صورتی که فرد نتواند به یک نتیجه مثبت یا راه‌حل دست یابد، می‌تواند منجر به احساس ناتوانی و افسردگی شود.
2. نشخوار فکری نشانه‌ای: این نوع نشخوار فکری بیشتر بر علائم و پیامدهای مشکلات فرد تمرکز دارد، به‌ جای یافتن راه‌حل. فرد به طور مداوم درباره احساسات منفی، شکست‌ها و ناامیدی‌های خود فکر می‌کند و توانایی خارج شدن از این حلقه فکری را ندارد.[۳]

## راهکارهای مقابله با نشخوار فکری
درمان و مدیریت نشخوار فکری نیازمند استفاده از راهکارهای روان‌درمانی و تکنیک‌های خاص است. برخی از موثرترین راهکارها عبارت‌اند از:
1. رفتاردرمانی شناختی (CBT): یکی از موثرترین روش‌های درمان نشخوار فکری، رفتاردرمانی شناختی است. این روش به فرد کمک می‌کند تا الگوهای فکری منفی را شناسایی کرده و آن‌ها را تغییر دهد. تمرین خود‌دلسوزی نیز می‌تواند به کاهش انتقادات شخصی و افزایش حس همدلی با خود کمک کند.
2. مراقبه و ذهن‌آگاهی (Mindfulness): تمرین‌های ذهن‌آگاهی و مراقبه به فرد کمک می‌کند تا بر لحظه حال تمرکز کرده و از بازگشت به افکار منفی جلوگیری کند.
3. فعالیت بدنی و اجتماعی: ورزش و فعالیت‌های اجتماعی مانند پیاده روی می‌توانند به کاهش سطح استرس و بهبود خلق و خوی فرد کمک کنند، در نتیجه از شدت نشخوار فکری کاسته می‌شود.
4. برنامه‌ریزی برای حل مشکلات: به جای تکرار بی‌پایان مشکلات، تمرکز بر یافتن راه‌حل‌های عملی می‌تواند به کاهش نشخوار فکری کمک کند.